# Ahmed Ouattara
Ahmed Ouattara (Abidjan, 15 de desembre de 1969) és un exfutbolista ivorià, que ocupava la posició de davanter.

## Trajectòria
Va començar a destacar a l'Africa Sports d'Abidjan, d'on fa el salt a Europa al FC Sion suís. Després d'uns anys a Suïssa i Portugal, recala al CF Extremadura, de la primera divisió espanyola. El 2001 retorna a l'Africa Sports, on es retira a l'any següent.

### Equips
- 88/94 Africa Sports
- 94/95 FC Sion
- 95/97 Sporting de Lisboa
- 97/98 FC Sion
- 1998 FC Basel
- 98/00 CF Extremadura
- 2000 Salgueiros
- 01/02 Africa Sports